# Liliana Ibáñez
Liliana Ibáñez López (Celaya, 30 de janeiro de 1991) é uma nadadora mexicana.

## Carreira

### Rio 2016
Ibáñez competiu nos 50 m livre feminino nos Jogos Olímpicos de Verão de 2016, sendo eliminada nas eliminatórias.